# U-Bahnhof Dinegro
Der Bahnhof Dinegro ist ein unterirdischer Bahnhof der U-Bahn Genua. Er befindet sich unter dem gleichnamigen Platz.

## Geschichte
Der Bahnhof wurde am 13. Juni 1990 mit dem ersten Teil der U-Bahn Genua (Brin–Dinegro) in Betrieb genommen.
Am 13. Juli 1992 wurde die Strecke bis zum U-Bahnhof Principe verlängert.

## Anbindung
| Linie | Verlauf                                                                                           |
| ----- | ------------------------------------------------------------------------------------------------- |
|       | Brin – Dinegro – Principe – Darsena – San Giorgio – Sarzano/Sant’Agostino – De Ferrari – Brignole |